# Saint-Chamond Basket
Il Saint-Chamond Basket è una società cestistica avente sede a Saint-Chamond, in Francia. Fondata nel 1973, gioca nel campionato francese.